# ميخائيل زيير
ميخائيل زيير (بالألمانية: Michael Zeyer)‏ هو لاعب كرة قدم ألماني في مركز الوسط، ولد في 9 يونيو 1968 في نيرسهايم في ألمانيا. لعب مع فالدهوف مانهايم وفورتونا دوسلدورف ونادي دويسبورغ ونادي شتوتغارت ونادي فرايبورغ ونادي كايزرسلاوترن ونادي هايدنهايم.

## وصلات خارجية
- ميخائيل زيير على موقع قاعدة بيانات كرة القدم.إي يو (الإنجليزية)
- ميخائيل زيير على موقع بيانات كرة القدم. دي إي (الألمانية)
- ميخائيل زيير على موقع عالم كرة القدم.نت (الإنجليزية)